# 8143 Nezval
8143 Nezval è un asteroide della fascia principale. Scoperto nel 1982, presenta un'orbita caratterizzata da un semiasse maggiore pari a 2,4329320 UA e da un'eccentricità di 0,1991287, inclinata di 2,98832° rispetto all'eclittica.
L'asteroide è dedicato al poeta surrealista ceco Vítězslav Nezval.